# Sjambok
Sjambok ou jambock é uma arma feita de um couro com pouco mais de 50 centímetros e com uma alça numa das extremidades, Eeuivale ao chicote usado pelos cavaleiros. É tradicionalmente feito de pele de hipopótamo ou rinoceronte adulto, mas também é comumente feito de plástico.
Havia na Indonésia uma vara de madeira para castigar escravos, chamada por eles de Sambok. Posteriormente, a palavra e o instrumento de tortura emigraram para a Malásia. Quando os escravos maláios foram levados pelos ingleses para a África do Sul, introduziram o Sambok na língua afrikaan, em 1804, com a mesma grafia. A palavra é encontrada no pequeno Dicionário Oxford (inglês-africâner), com a grafia Sjambok.
Os sul-africanos brancos passaram a adotá-la em seu vocabulário escrevendo-a de modo diferente: Sjambok. Na África do Sul o Sjambok de madeira foi substituído por um chicote feito com couro de rinoceronte ou hipopótamo velho, utilizado como instrumento de tortura contra escravos. Jambock é um chicote especial, feito com couro de rinoceronte e utilizado pelos nativos da Transvaal para dirigir o gado, seja em carros de boi ou em manadas". Na África do Sul, o sjambok foi muito usado pela polícia da África do Sul para controlar manifestações e protestos, sendo visto como sinônimo da era do apartheid, mas seu uso nas pessoas começou muito antes. Às vezes é usado fora do judiciário oficial por aqueles que impõem a disciplina imposta pelos tribunais extralegais.
A palavra sjambok originou a palavra em inglês jambock, que foi usado como código pelos pilotos brasileiros que lutaram na Itália na Segunda Guerra Mundial.[carece de fontes?]